# 2.º Batallón de Aspirantes de la Luftwaffe
El 2.º Batallón de Aspirantes de la Luftwaffe (2. Fluganwärter-Bataillon) fue un Batallón de aspirantes de la Luftwaffe durante la Segunda Guerra Mundial.

## Historia
Fue formado en 1941 en Straubing. Trasladado a Caen en junio de 1942. El 26 de abril de 1943 es redesignado II Batallón/90.º Regimiento Aéreo.

## Comandantes
- Teniente coronel Leonhard Beyer - (10 de septiembre de 1942 - 26 de abril de 1943)